# Il sangue verde
Pour plus de détails, voir Fiche technique et Distribution.
Il sangue verde est un film documentaire italien réalisé en 2010 par Andrea Segre.

## Synopsis
Janvier 2010, Rosarno, Calabre. Des émeutes de migrants largement médiatisées mettent à jour les conditions injustes et sordides que des milliers de travailleurs africains endurent chaque jour, broyés par une économie que contrôlée la mafia calabraise. Très temporairement, les migrants ont ainsi attiré l’attention des Italiens, qui ont répondu à leurs revendications par la peur et la violence. En quelques heures, les migrants en question furent « évacués » de Rosarno et le problème fut ainsi « résolu ». Mais les visages et les histoires de ceux impliqués dans les émeutes racontent tout autre chose.

## Fiche technique
- Réalisation : Andrea Segre
- Production : ZaLab Jolefilm Æternam Films
- Image : Luca Bigazzi Federico Angelucci Matteo Calore
- Montage : Sara Zavarise
- Son : Riccardo Spagnol
- Musique : Piccola Bottega Baltazar

## Distribution
- Abraham, 30 ans, ghanéen
- John, 34 ans, ghanéen
- Amadou, 24 ans, sénegalais
- Zongo, 28 ans, burkinabé
- Abraham, 28 ans, ivoirien
- Jamadu, 35 ans, congolais
- Kalifa, 32 ans, ivoirien
- Giuseppe Lavorato, 74 ans, italien